# Jason Thomas
Jason Thomas (Port Vila, 20 gennaio 1997) è un calciatore vanuatuano, difensore dei Solomon Warriors.

## Carriera

### Club
A 15 anni (stagione 2012-2013) ha esordito nel campionato di Vanuatu con l'Erakor Golden Star.
Ha giocato inoltre nella massima serie cambogiana con il Phnom Penh Crown, con cui ha anche vinto un campionato.
Nel corso degli anni ha giocato complessivamente 9 partite in OFC Champions League.

### Nazionale
Ha esordito in nazionale nel 2015. Nel 2017 ha partecipato invece ai Mondiali Under-20.
Nel 2016 e nel 2024 ha partecipato alla Coppa d'Oceania.

## Palmarès

### Club

#### Competizioni nazionali
- C-League: 1

Phnom Penh Crown: 2015
- Port Vila Premia Divisen: 1

Erakor Golden Star: 2015-2016
- Telekom National Club Championship: 1

Solomon Warriors: 2018